# Полёт
Полёт — перемещение тела в газообразной среде или вакууме, происходящее как под воздействием движителя (например, реактивной тяги), так и по инерции, под влиянием приложенного к телу импульса (например, полёт стрелы, другого метательного либо артиллерийского снаряда).
Контроль высоты полёта в поле тяготения на скорости ниже орбитальной требует, помимо придания поступательного движения, применения средств поддержания — статических или динамических;
в первом случае это может быть архимедова сила атмосферы (если она есть) тела-источника тяготения, магнитное поле;
во втором — подъёмная сила газового потока, обтекающего тело, форма которого позволяет создавать такую силу в этом потоке, либо реактивная тяга, электромагнитная сила, и тому подобное.

## Летающие животные
Наиболее приспособленными для продолжительных контролируемых активных полётов являются летающие птицы и насекомые, а также млекопитающие из отряда рукокрылых и вымершие рептилии из отряда птерозавров. Все эти животные используют аэродинамический принцип полёта, применяя несущие свойства крыла.
Есть также множество животных, совершающих планирующий и парашютирующий полёт, например пауки на паутине, аэропланктон, летающие моллюски и летучие рыбы, планирующие с использованием перепонки или кожаной складки млекопитающие и рептилии.

Наибольшей скорости в пикировании достигает сокол сапсан (более 370 км/ч). Самым быстрым горизонтальным полётом владеет рукокрылое — бразильский складчатогуб (свыше 160 км/ч).

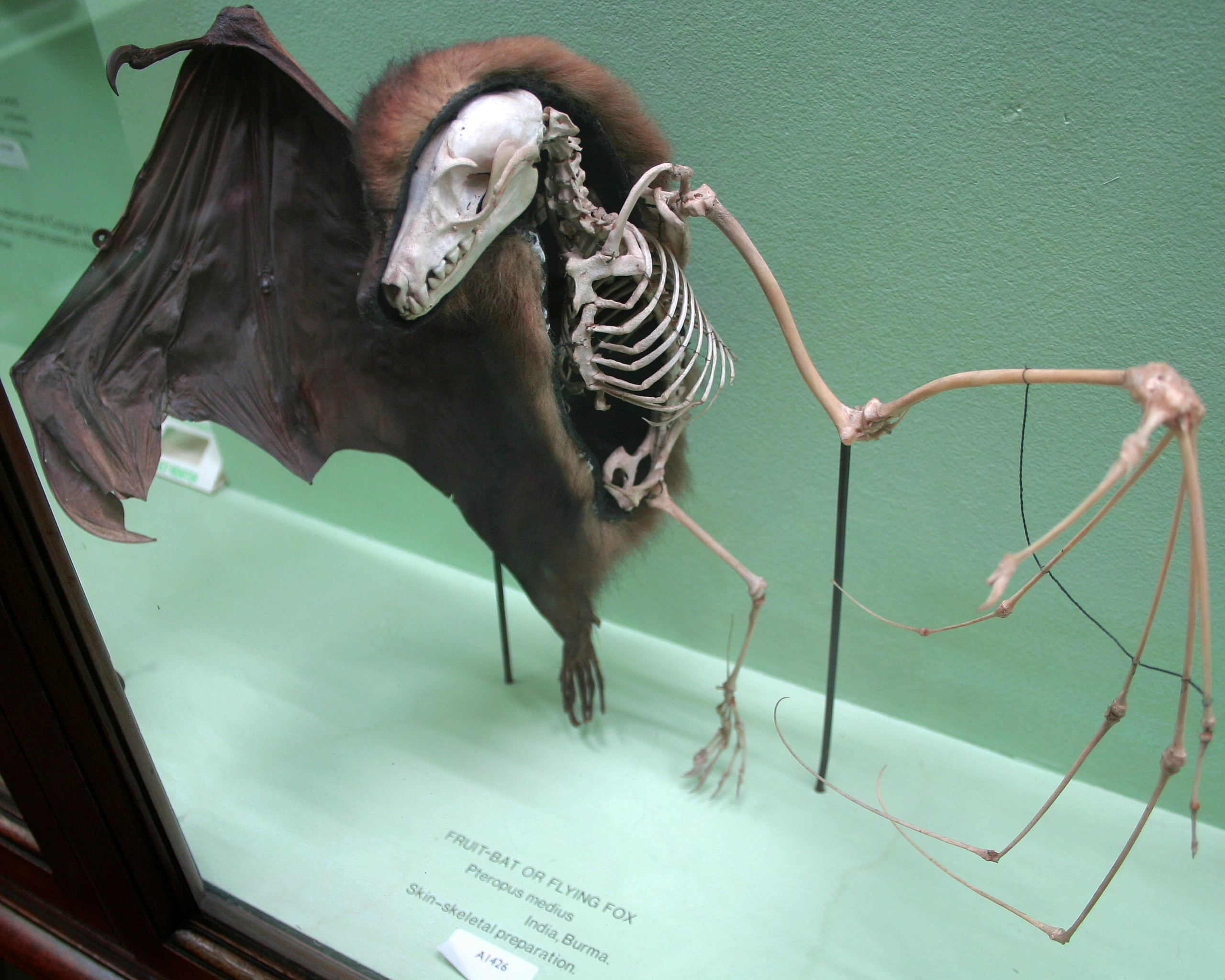
Индийская летучая лисица
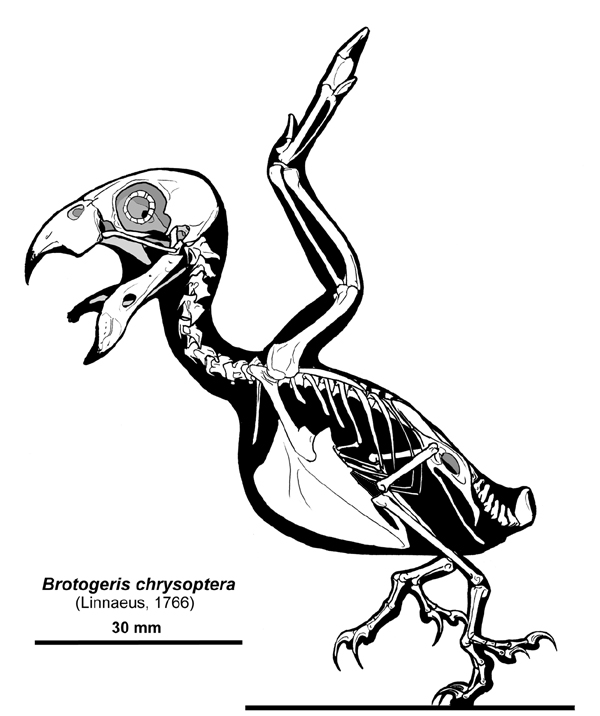
Краснокрылый тонкоклювый попугай
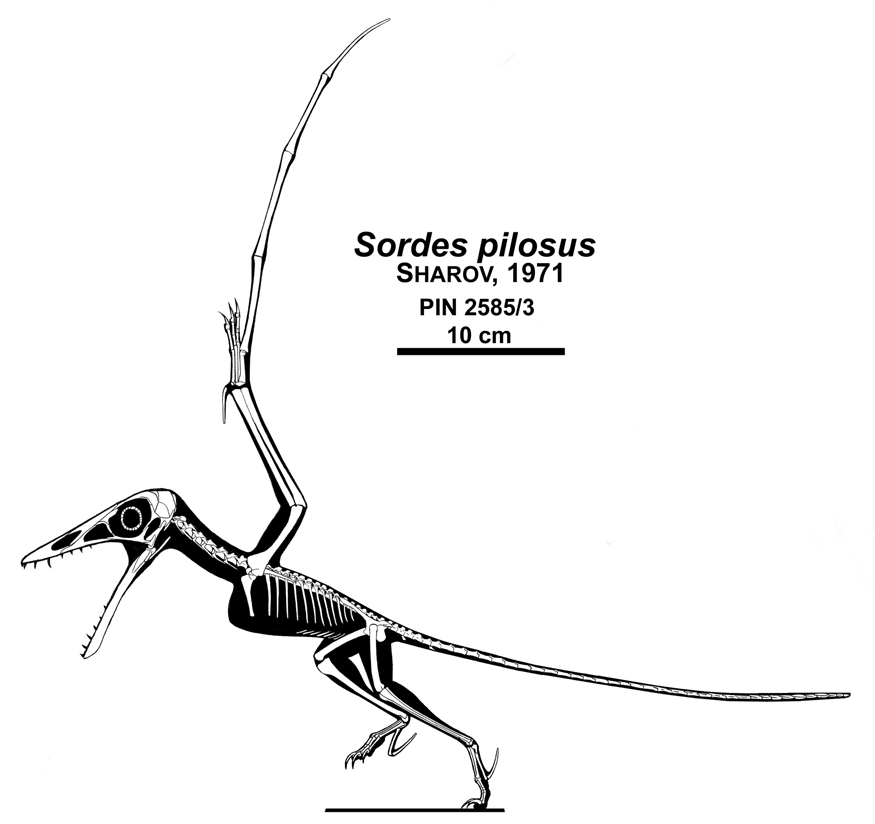
Сордес